# 매치스패션
매치스패션(MatchesFashion.com)은 런던에 본사를 둔 의류 소매업체이다. 런던에 있는 세 개의 상점을 통해 온라인으로 운영되고 있다.

## 역사
톰 채프먼과 루스 채프먼은 1987년에 윔블던 빌리지에 첫 번째 가게를 열었고, 2007년에 온라인 상점을 열었다. 2012년, 채프먼은 온라인 입지를 구축하기 위해 벤처 캐피털 회사에 지분을 매각했다. 2017년 설립자들은 사모펀드 회사인 에이팩스에 4억 달러에 사업을 매각했다.
아제이 카반은 2021년 3월 매치스 패션의 CEO 자리에서 물러났다.2021년 9월, 파올로 데 체사레는 매치 패션의 CEO가 되었다.

## 같이 보기
- 버버리
- 파페치